# Ácido fenol-2,4-dissulfônico
Ácido fenol-2,4-dissulfônico ou ácido 4-hidroxi-1,3-benzenodissulfônico é o composto orgânico aromático, ácido sulfônico e fenol, de fórmula C6H6O7S2, SMILES C1=CC(=C(C=C1S(=O)(=O)O)S(=O)(=O)O)O e massa molecular 254,24. É classificado com o número CAS 96-77-5, CBNumber CB4150022 e MOL File 96-77-5.mol.
Em química analítica é utilizado para a determinação fotométrica de nitratos.